# Espen Andersen (ur. 1961)
Espen Andersen (ur. 12 lipca 1961 w Oslo) – norweski dwuboista klasyczny, dwukrotny medalista mistrzostw świata.

## Kariera
Espen Andersen reprezentował klub Lyn Fotball. W 1982 roku wystąpił na mistrzostwach świata w Oslo, gdzie wspólnie z Hallsteinem Bøgsethem oraz Tomem Sandbergiem wywalczył srebrny medal w zawodach drużynowych. Już po skokach zajmowali drugie miejsce, z wyraźną stratą do prowadzących reprezentantów NRD i niedużą przewagą nad zajmującymi trzecie miejsce Finami. W biegu nie zdołali dogonić Niemców, na dodatek zostali wyprzedzeni przez Finów. Po obliczeniu punktów okazało się, że Norwegowie i Finowie uzyskali identyczny wynik punktowy (1243.60 pkt), wobec czego srebrne medale przyznano obu drużynom.
W Pucharze Świata zadebiutował 17 grudnia 1983 roku w Seefeld. Zajął wtedy ósme miejsce w konkursie rozgrywanym metodą Gundersena i tym samym już w swoim debiucie zdobył pierwsze pucharowe punkty. W pozostałych konkursach sezonu 1983/1984 jeszcze dwukrotnie znalazł się w pierwszej dziesiątce, w tym 8 marca 1984 roku w Oslo nie tylko po raz pierwszy stanął na podium, ale od razu zwyciężył w zawodach pucharowych. W klasyfikacji generalnej zajął dwunaste miejsce. W lutym 1984 roku brał udział w igrzyskach olimpijskich w Sarajewie, uzyskując dwudziesty wynik na skoczni oraz szesnasty na trasie biegu, co dało mu ostatecznie 19. pozycję w całych zawodach.
Kolejny sukces osiągnął na mistrzostwach świata w Seefeld w 1985 roku, gdzie razem z Hallsteinem Bøgsethem i swoim bratem Geirem Andersenem zdobył swój drugi srebrny medal w zawodach drużynowych. W zawodach pucharowych trzy razy znalazł się w pierwszej dziesiątce zawodów, ale na podium nie stanął ani razu. Sezon 1984/1985 zakończył na trzynastej pozycji. Najlepsze wyniki W Pucharze Świata osiągnął w sezonie 1985/1986, kiedy punktował we wszystkich swoich startach. Cztery razy plasował się w czołowej dziesiątce, ale ponownie nie stanął na podium.
Ostatni raz na podium stanął 13 grudnia 1986 roku w Canmore, kiedy zajął drugie miejsce w zawodach PŚ. W sezonie 1986/1987 punktował jeszcze pięciokrotnie i w klasyfikacji generalnej zajął dwunaste miejsce. W lutym 1987 roku wystąpił na mistrzostwach świata w Oberstdorfie. Po skokach zajmował piąte miejsce, jednak nie zdołał go utrzymać na trasie biegu i ostatecznie zajął czternastą pozycję. Ostatni oficjalny występ zanotował w zawodach Pucharu Świata 19 marca 1987 roku w Oslo, gdzie zajął 18. miejsce. Po sezonie 1986/1987 zakończył karierę.

## Osiągnięcia

### Igrzyska olimpijskie
| Miejsce | Dzień     | Rok  | Miejscowość | Konkurencja              | Wynik zwycięzcy | Strata  | Zwycięzca    |
| ------- | --------- | ---- | ----------- | ------------------------ | --------------- | ------- | ------------ |
| 19.     | 12 lutego | 1984 | Sarajewo    | Indywidualnie K-90/15 km | 422,595         | -44,080 | Tom Sandberg |

### Mistrzostwa świata
| Miejsce | Dzień       | Rok  | Miejscowość | Konkurencja          | Wynik zwycięzcy | Strata     | Zwycięzca       |
| ------- | ----------- | ---- | ----------- | -------------------- | --------------- | ---------- | --------------- |
| 2.      | 26 lutego   | 1982 | Oslo        | Sztafeta K-90/3x5 km | 1295,92 pkt     | -52,32 pkt | NRD             |
| 2.      | 25 stycznia | 1985 | Seefeld     | Sztafeta K-90/3x5 km | 1276,90 pkt     | -20,88 pkt | RFN             |
| 14.     | 13 lutego   | 1987 | Oberstdorf  | Gundersen K-90/15 km | 423,80 pkt      | -10,96 pkt | Torbjørn Løkken |

### Puchar Świata

#### Miejsca w klasyfikacji generalnej
- sezon 1983/1984: 12.
- sezon 1984/1985: 13.
- sezon 1985/1986: 9.
- sezon 1986/1987: 12.

#### Miejsca na podium chronologicznie
| Nr | Data            | Miejscowość | Konkurencja         | Wynik zwycięzcy | Pozycja | Strata | Zwycięzca       |
| -- | --------------- | ----------- | ------------------- | --------------- | ------- | ------ | --------------- |
| 1. | 8 marca 1984    | Oslo        | Gundersen K90/15 km | 426,815 pkt     | 1.      | -      | -               |
| 2. | 13 grudnia 1986 | Canmore     | Gundersen K90/15 km | ?               | 2.      | ?      | Torbjørn Løkken |